# Volkswagen Iroc
Volkswagen Iroc foi um carro conceptual apresentado pela VW no Paris Motor Show de 2006 que antecipou as formas do então futuro Volkswagen Scirocco, modelo que passou a ser produzido em série a partir de 2008 na Autoeuropa, em Portugal. O nome do conceito tem uma relação velada com o do modelo que inspirou: ScIrocco.